# Андерссон, Бьёрн
Бьёрн Андерссон (швед. Björn Andersson; род. 20 июля 1951, Персторп, Кристианстад) — шведский футболист, защитник, и тренер.

## Карьера
Начал профессиональную в 1970 году «Эстере», где проведя 4 сезона, сыграл 101 матч и забил 1 гол. В 1974 году перешёл в немецкую «Баварию», где в то время играли такие известные игроки, как Франц Беккенбауэр, Герд Мюллер и Карл-Хайнц Румменигге. С «Баварией» Андерссон провёл 47 матчей и забил 1 гол. В 1977 году на два сезона вернулся в «Эстере». С клубом провёл 40 матчей и забил 1 гол. Сезон 1980/81 провёл в клубе треьего дивизиона Швеции, «Маркаридс», сыграв за него 34 матча. Карьеру Бьёрн окончил в «Валлентуне», в которой провёл 2 сезона.
За сборную Швеции сыграл 28 матчей и забил 1 гол. Участник чемпионата мира 1974 года в ФРГ.

## Достижения

### «Эстер»
- Чемпион Швеции: 1978

### «Бавария»[3]
- Обладатель Кубка европейских чемпионов: 1974/75, 1975/76
- Обладатель Межконтинентального кубка: 1976